# Нова Тура
Нова Тура́ (рос. Новая Тура) — присілок у складі Нижньотуринського міського округу Свердловської області.
Населення — 87 осіб (2010, 179 у 2002).
Національний склад населення станом на 2002 рік: росіяни — 74 %.